# Taolin Shuiku
Taolin Shuiku är en reservoar i Kina. Den ligger i provinsen Hunan, i den södra delen av landet, omkring 85 kilometer sydväst om provinshuvudstaden Changsha. I omgivningarna runt Taolin Shuiku växer i huvudsak blandskog.
Genomsnittlig årsnederbörd är 1 741 millimeter. Den regnigaste månaden är maj, med i genomsnitt 279 mm nederbörd, och den torraste är oktober, med 50 mm nederbörd.